# Хитири, Кетеван
Кетеван (Кэти) Хитири (20 мая 1982 года, Тбилиси, Грузинская ССР) — грузинская актриса.

## Биография
В 1999 году окончила Тбилисскую первую экспериментальную среднюю школу. В том же году поступила на факультет драмы Тбилисского государственного университета театра и кино. Будучи студенткой, была удостоена в 2002 году премии «Лучшая актриса года» за исполнение роли Мэри Уоррен в пьесе Артура Миллера «Суровое испытание» (режиссёр Дмитрий Хвтисиашвили).
В 2003 году окончила Тбилисский государственный университет театра и кино. В 2005 году стала актрисой Грузинского государственного академического театра имени Шота Руставели. В том же году ей был присуждён приз Грузинского театрального общества «Лучшая актриса года» за роль Като в «Премьере» Лали Росэба (режиссёр Дмитрий Хвтисиашвили).
Служит в Грузинском государственном академическом театре имени Шота Руставели.

### Театр
- «Красные башмачки Цате» — Манина (Отар Чиладзе, режиссёр Гига Лордкипанидзе, 2006).
- «Невзгоды Дариспана» — Карожна (Давид Клдиашвили, режиссёры Роберт Стуруа и Заза Папуашвили, 2006).
- «Душевные существа» — Анано, (Лаша Бугадзе, режиссёр Давид Сакварелидзе, 2007).
- «Саламура» — Байя (Арчил Сулакаури, режиссёр Роберт Стуруа — 2007).
- «Улыбнитесь, сейчас вылетит птичка» — Кэти (Георгий Мгеладзе, режиссёр Георгий Мгеладзе, 2009).

### Кино
- «Gmerto, Risi GulisTvis... — Umaduri» (режиссёр Гига Лордкипанидзе, 2003).